# Cantón de Caluire-et-Cuire
El cantón de Caluire-et-Cuire (en francés canton de Caluire-et-Cuire) era una división administrativa francesa, que estaba situada en el departamento de Ródano, de la región Ródano-Alpes.

## Composición
El cantón estaba formado por la comuna que le daba su nombre, Caluire-et-Cuire.

## Historia
El cantón se creó en 1982. En aplicación del artículo L3611-1 del Código general de las colectividades territoriales francesas, el cantón de Caluire-et-Cuire fue suprimido el 1 de enero de 2015 y su comuna pasó a formar parte de la Metrópoli de Lyon.